# Université nationale de Taïwan
L'université nationale de Taïwan (chinois : 國立臺灣大學 ; pinyin : Guólì Táiwān Dàxué) est une université publique taïwanaise, se situant dans la ville de Taipei.
Elle est reconnue comme la plus prestigieuse de Taïwan, formant les élites dans des domaines aussi variés que les sciences, l'économie, la finance, les langues et la politique.

## Histoire
L'Université nationale de Taïwan (NTU), fondée en 1928 à Taipei, a produit de nombreux dirigeants politiques et sociaux. Les mouvements pan-bleu et pan-vert ont tous deux leurs attaches sur le campus de l'Université.
L'université est dotée de six campus dans la région du grand Taipei et de deux supplémentaires dans le comté de Nantou, représentant presque un pour cent de la surface totale de l'île de Taïwan. Elle administre des fermes, des forêts et des hôpitaux à des fins éducatives et de recherches. Le campus principal est dans le district Da-An de Taipei, où se trouvent la plupart des bâtiments et centres administratifs. Les exceptions notables sont les facultés de droit et de médecine qui se trouvent à proximité du Bureau présidentiel.
La NTU est l'héritière de l’Université impériale de Taihoku (台北帝國大学, Taihoku Teikoku Daigaku), fondée par les Japonais en 1928. Son premier recteur fut Hiroshi Shidehara. Lors de sa création, l'université ne comptait que soixante étudiants et deux facultés, celle des arts libéraux et de droit et celle des sciences et de l'agriculture. La faculté de médecine et l'école d'ingénieurs furent créées, respectivement, en 1936 et 1943. L'université était réservée aux Japonais et très peu de Taïwanais ou Chinois d'autres régions y étudièrent.
Après la Seconde Guerre mondiale et le retour de la souveraineté chinoise, le gouvernement de la République de Chine la rebaptisa Université nationale de Taïwan le 15 novembre 1945 et nomma Lo Tsung-lo, président. Depuis lors l'université subit de nombreuses réorganisations et adjonctions. Lors de l'année académique 2004, elle comptait 29 877 étudiants, 11 facultés, 54 départements, et 96 instituts (offrant 96 masters et 83 programmes de doctorat). La nouvelle bibliothèque construite en 1998, abrite plus de 3 000 000 d'ouvrages.
L'université coopère étroitement avec l'Academia Sinica.

## ingénierie
L'université se compose des facultés suivantes :
- lettres
- sciences
- sciences sociales
- médecine
- ingénierie
- management et administration
- santé publique
- génie électrique et informatique
- sciences de la vie
- odontologie
- pharmacie

## Personnalités liées à l'université

### Professeurs
- Chuang Chia-chia (1989-), taekwondoïste.
- Karen Yu (1980-), femme politique.
- Lin Yushan (1907-2004), peintre.
- Yōko Ōta (1928-), géographe.

### Étudiants
- Sheue-yann Cheng (1939-), généticienne américaine.
- Ozaki Hotsuki (1928-1999), écrivain et critique littéraire.
- Tsai Ing-wen (1956-), présidente de la République de Chine.
- Koo Chen-fu (1917-2005), homme d'affaires, diplomate et producteur de films taïwanais